# آي بي أم سيمون (موبايل)
آي بي أم سيمون (بالإنجليزية: IBM Simon)‏ هو هاتف ذكي من ميتسوبيشي إلكتريك، تم طرحه في الأسواق في 16 أغسطس 1994.

## الخصائص
- الشاشة: إل سي دي
- الوزن: 18 أونصة (510 غ)
- المعالج: 16 ميجا هرتز
- الذاكرة: 1 ميجابايت
- التخزين: 1 ميجابايت